# Harry Darby
Harry Darby (Kansas City, 1895. január 23. – Kansas City, 1987. január 17.) az Amerikai Egyesült Államok szenátora (Kansas, 1949–1950).